# Krunoslav Draganović
Krunoslav Stjepan Draganović (Matići kod Orašja, 30. listopada 1903. - Sarajevo, 5. srpnja 1983.) bio je bosanskohercegovački hrvatski svećenik, povjesničar i ustaški dužnosnik. Poznat je po svojoj povezanosti s tzv. štakorskim kanalima, kojima je nakon Drugog svjetskog rata organiziran bijeg ustaških ratnih zločinaca iz Europe, dok je djelovao u Zavodu sv. Jeronima u Rimu.

## Rani život
Draganović je rođen u Brčkom, a rodom je bio iz sela Matići blizu Orašja u tadašnjoj Austro-Ugarskoj. Gimnaziju je pohađao u Travniku, a studij teologije i filozofije u Sarajevu. Filozofiju i teologiju je svršio na Vrhbosanskoj katoličkoj bogosloviji u Sarajevu gdje je i zaređen za svećenika Vrhbosanske nadbiskupije 1. srpnja 1928. godine.
Nakon četiri godine katehetskog i novinarskog rada u Sarajevu tadašnji Vrhbosanski nadbiskup Ivan Evanđelist Šarić šalje ga u Rim na poslijediplomski studij iz crkvene povijesti gdje od 1932. do 1935. studira na Papinskom orijentalnom institutu i Gregoriani u Rimu gdje je i doktorirao 1935. godine na temu De regressu catholicorum in Bosnia et terris circumvicinis saeculo XVII. (O nazadovanju katolika u Bosni i susjednim zamljama u 17. stoljeću). Nakon povratka iz Rima djelovao je u središnjim ustanovama Sarajevske nadbiskupije, isprva kao tajnik nadbiskupa Ivana Šarića, da bi 1940. godine imenovan za docenta crkvene povijesti na Katoličkom bogoslovnom fakultetu u Zagrebu.
Godine 1937. objavljena je njegova disertacija na njemačkom jeziku pod naslovom Massenübertritte von Katholiken zur Orthodoxie im kroatischen Sprachgebiet zur Zeit der Türkenherrschaft (Masovni prijelazi katolika na pravoslavlje na hrvatskom govornom području za vrijeme turske vladavine). Taj su rad kasnije ustaše koristile kao opravdanje za prisilna prekrštavanja na katoličanstvo.

## Drugi svjetski rat i štakorski kanali
Tijekom Drugog svjetskog rata, Draganović je bio ustaški potpukovnik i zamjenik načelnika Ureda za kolonizaciju. Nadzirao je konfiskaciju imovine Srba u Bosni i Hercegovini. Neko je vrijeme bio i vojni kapelan u logoru Jasenovac, dok ga Alojzije Stepinac sredinom 1943. nije poslao u Rim, u predstavništvo Hrvatske pri Vatikanu, kao drugog neslužbenog predstavnika ustaša sa zadaćom skrbi za hrvatske vojnike i civile zarobljene i internirane u fašističke, kasnije i savezničke, sabirne logore u Italiji.
Stigavši u Rim u kolovozu 1943., Draganović postaje tajnik Hrvatske bratovštine sv. Jeronima. Samostan San Girolamo degli Illirici (danas se zove Papinski hrvatski zavod svetog Jeronima) postao je središte operacija za hrvatski štakorski kanal, što je dokumentirano u nadzornim dosjeima CIA-e. Smatra se da je bio ključan u bijegu ratnog poglavnika Ante Pavelića u Argentinu. Pavelić se, uz Draganovićevu i vatikansku zaštitu, skrivao u Italiji dvije godine (1945.-1948.) prije nego što se pojavio u Buenos Airesu.
Uz pomoć američkog Protuobavještajnog korpusa (CIC), Draganović je odigrao veliku ulogu u pomaganju nacističkim ratnim zločincima poput Klausa Barbieja da pobjegnu iz Europe. Njih dvojica održavali su prijateljske odnose. Austrijski sociolog Klaus Taschwer naglasio je suradnju Draganovića i austrijskog biskupa Aloisa Hudala kao ključnu u pomaganju bijega nacista u Argentinu Juana Peróna kako bi izbjegli pravdi i suđenjima u sklopu Nürnberškog procesa.
Draganović je bio optužen za skrivanje i odnošenje ustaškog blaga - nakita i drugih predmeta ukradenih od žrtava Drugog svjetskog rata i holokausta na teritoriju NDH. Deklasificirani dokumenti CIA-e iz 2002. otkrili su da je Draganović radio kao špijun za CIA-u od 1959. do 1962. s ciljem prikupljanja obavještajnih podataka o komunističkom, ali nesvrstanom režimu u Jugoslaviji. Njegov angažman je prekinut jer je smatran nepouzdanim. Prema CIA-i, Draganović "nije bio podložan kontroli, previše je znao o osoblju i aktivnostima jedinice, te je zahtijevao nečuvene novčane iznose i američku potporu hrvatskim organizacijama kao djelomično plaćanje za suradnju."

## Povratak u Jugoslaviju
Njegov kasniji povratak u Jugoslaviju obavijen je velom tajne. Nakon rata živio je u Italiji i Austriji, prikupljajući dokaze o komunističkim zločinima u Jugoslaviji, te ga je tražila jugoslavenska Služba državne sigurnosti (UDBA).
Dana 10. studenog 1967. jugoslavenski državni tužitelj objavio je da se Draganović nalazi u Sarajevu kao slobodan čovjek. Vjeruje se da su jugoslavenske vlasti od Draganovića tražile informacije u zamjenu za slobodu. Pretpostavlja se da je trebao otkriti sve što zna, imenovati suradnike, predati svoj arhiv Titovim agentima i dati pozitivne izjave o komunističkoj Jugoslaviji, a zauzvrat bi Beograd odustao od sudskog progona i zatvora.
UDBA ga je držala u Beogradu 42 dana. Nakon završetka istrage, pojavio se u Sarajevu gdje je 15. studenog 1967. održao tiskovnu konferenciju na kojoj je hvalio "demokratizaciju i humanizaciju života" pod Titom. Demantirao je tvrdnje hrvatske dijaspore da je bio otet ili namamljen od strane UDBA-e. Posljednje godine života proveo je u Sarajevu radeći na novom općem registru Katoličke crkve u Jugoslaviji. Umro je u Sarajevu 5. srpnja 1983.

## Važnija djela
- Hrvati katolici Bosne i Hercegovine u svijetlu statistike, 1926.
- Massenübertritte von Katholiken zur »Orthodoxie« im kroatischen Sprachgebiet zur Zeit der Türkenherrschaft, Rim, 1937., (prevedeno na hrvatski Masovni prijelaz katolika na pravoslavlje, Mostar, 1991.) - samostalno
- Opći šematizam Katoličke Crkve u Jugoslaviji, Sarajevo, 1939. - uredio
- Opći šematizam Katoličke Crkve u Jugoslaviji - Cerkev v Jugoslaviji 1974., Zagreb, 1975. (II. izdanje) - uredio sa skupinom suradnika
- Hrvati i Herceg-Bosna, Sarajevo, 1940., - samostalno, pod pseudonimom Hrvoje Bošnjanin, Nova Tiskara, Vrcek i dr.Herceg-Bosna i Hrvatska, pristupljeno 27. ožujka 2015.
- Katolička crkva u srednjovječnoj Bosni u: Poviest hrvatskih zemalja Bosne i Hercegovine, Sarajevo, 1942. – sudjelovao
- Hrvatska enciklopedija, Zagreb, 1942. – 1945. - sudjelovao
- Enciclopedia Cattolica, Vatikan - sudjelovao
- Poviest Crkve u Hrvatskoj, Zagreb, 1944. – u suradnji s Josipom Buturcem
- Mali priručnik njemačkog jezika za hrvatske radnike, 1958.
- S Kupreške visoravni, Otinovci-Kupres, 1970., (2. izd, Baško Polje-Zagreb, 1994.) (u suradnji s Miroslavom Džajom) ↓1
- Katarina Kosača Bosanska Kraljica, Sarajevo, 1978. - samostalno

Surađivao je i u časopisima: Vrhbosna, Croatia sacra, Napretkovom kalendaru, Starine, Danica, Hrvatska revija, Novi život, Naš put i inima.